# 채우성
채우성(본명 : 채명성)(1984년 12월 1일 ~ )은 대한민국의 희극 배우이다.

## 학력
- 백제예술대학 뮤지컬학과(중퇴)

## 출연작

### 방송
- 개그야 (MBC)
- 하땅사 (MBC)
- 코미디에 빠지다 (MBC)